# Wybory parlamentarne w Kazachstanie w 2021 roku
Wybory do Mażylisu – niższej izby parlamentu Kazachstanu – odbyły się 10 stycznia 2021 r. W wyniku wyborów powszechnych obsadzono 98 miejsc, pozostałe 9 obsadziło Zgromadzenie narodu Kazachstanu. W opinii OBWE, wybory te cechował brak prawdziwej konkurencji. 19 stycznia 2023 r. prezydent Tokajew zarządził skrócenie VII kadencji Mażylisu.

## Udział partii politycznych Kazachstanu w wyborach
W wyborach wzięło udział 5 z 6 zarejestrowanych partii. Ogólnonarodowa Partia Socjaldemokratyczna zbojkotowała wybory.

## Wyniki wyborów
Większość miejsc przypadło partii byłego prezydenta Kazachstanu Nursułtana Nazarbajewa „Nur Otan”. Próg wyborczy 7% przekroczyło jeszcze dwa ugrupowania – Demokratyczna Partia Kazachstanu Ak Żoł i Ludowa Partia Kazachstanu – lojalne wobec władzy i pełniące rolę koncesjonowanej opozycji. 
| Partia                                                   | Głosy     | %       | Miejsca | Zmiana  |
| -------------------------------------------------------- | --------- | ------- | ------- | ------- |
| Nur Otan                                                 | 5 148 074 | 71,09   | 76      | 8       |
| Demokratyczna Partia Kazachstanu Ak Żoł                  | 792 828   | 10,95   | 12      | 5       |
| Ludowa Partia Kazachstanu                                | 659 019   | 7,14    | 10      | 3       |
| Ludowo-Demokratyczna Partia Patriotyczna Auył            | 383 023   | 5,29    | 0       | 0       |
| Partia Adał                                              | 258 618   | 3,57    | 0       | 0       |
| Razem                                                    | 7 241 562 | 100     | 98      | 0       |
| Głosy nieważne                                           | 297 718   | 297 718 | 297 718 | 297 718 |
| Frekwencja                                               | 63,30%    | 63,30%  | 63,30%  | 63,30%  |
| Źródło: Centralna Komisja Wyborcza Republiki Kazachstanu |           |         |         |         |

Pozostałych 9 członków wybrało Zgromadzenie narodu Kazachstanu:
- Sauytbek Abdrachmanow;
- Awetik Amirchanian;
- Iljas Bułarow;
- Abiłfas Chamiedow;
- Natalia Diemientiewa;
- Jurij Li;
- Wakil Nabijew;
- Szamil Osin;
- Władimir Tochtasunow.

## Rozkład wiekowy i płciowy deputowanych
W maju 2020 roku weszła w życie znowelizowana ordynacja wyborcza, przewidująca 30% kwotę dla kobiet i młodzieży na listach wyborczych. Na początku VII kadencji średni wiek deputowanych wyniósł 50 lat wobec 55 lat na początku poprzedniej kadencji. Odsetek kobiet w Mażylisie względem poprzedniej kadencji nie uległ zmianie i wyniósł 27%.
| Grupa wiekowa   | Liczba |
| --------------- | ------ |
| do 40 lat       | 19     |
| od 40 do 60 lat | 69     |
| powyżej 60 lat  | 19     |
| Razem:          | 107    |

| Partia                          | Liczba mężczyzn | %   | Liczba kobiet | %   |
| ------------------------------- | --------------- | --- | ------------- | --- |
| Nur Otan                        | 52              | 68% | 24            | 32% |
| Ak Żoł                          | 10              | 83% | 2             | 17% |
| Ludowa Partia Kazachstanu       | 8               | 80% | 2             | 20% |
| Zgromadzenie narodu Kazachstanu | 8               | 89% | 1             | 11% |
| Razem:                          | 78              | 73% | 29            | 27% |